# غزو تونس (1329)
كان الاستيلاء على تونس معركة استولى فيها الجيش الزياني بقيادة يحيى بن موسى والمدعي الحفصي محمد بن أبي عمران على تونس كجزء من الحملات الزيانية في أفريقية في عهد السلطان أبي تاشفين.

## سياق
بعد هزيمته في معركة الرياس، لجأ الخليفة الحفصي إلى عنابة. وزحف جيش الزيانيين بقيادة القائد يحيى بن موسى إلى تونس برفقة المطالب بالعرش الحفصي محمد بن أبي عمران.

## عواقب
في ديسمبر 1329، سقطت تونس في أيدي المهاجمين  ثم حكمها محمد بن أبو عمران والجنرال الزياني يحيى بن موسى الذي جعل السلالة الحفصية تابعة لهم. لكن حكم أبو عمران لم يدم طويلا, في مايو 1330 طلب السلطان الحفصي أبو يحيى أبو بكر مساعدة المرينيين لاستعادة مملكته.